# Экономика Египта
Египет — наиболее развитая в экономическом отношении страна в Северной Африке.

## Общая характеристика

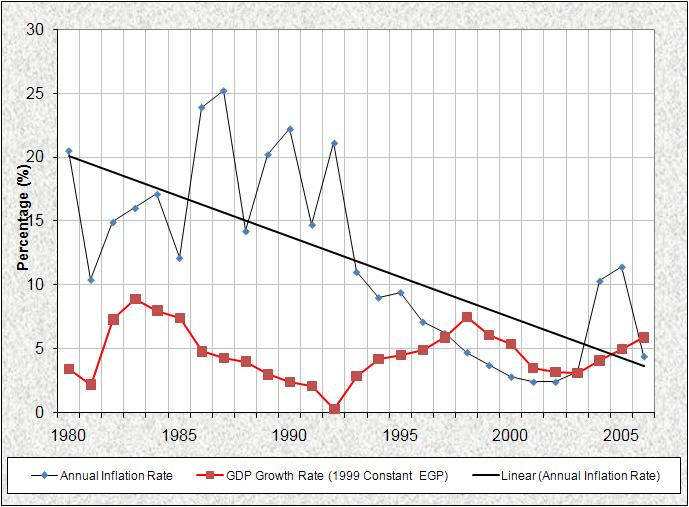
Уровень инфляции 1980—2005 года

В 1956—1970 годах в политическом и экономическом плане руководство страны ориентировалось на Советский Союз. Гамаль Абдель Насер, являвшийся на тот момент президентом Египта, положил начало политике государственного вмешательства в экономику, что позволило в кратчайшие сроки перестроить инфраструктуру, создать мощную промышленность и стимулировать развитие сельского хозяйства. Однако спустя некоторое время непродуктивность и чрезмерное разрастание государственных предприятий показали всю неэффективность централизованной экономической системы. По этой причине Анвар Садат и Хосни Мубарак в своей экономической политике отказались от модели СССР, взяв за ориентир экономику США. Хосни Мубарак, в частности, провёл ряд реформ, направленных на стимулирование экономического роста, которые позволили повысить конкурентоспособность экономики Египта и привлечь иностранные инвестиции. С 2005 по 2008 год рост валового внутреннего продукта (ВВП) страны держался на уровне около 7 %, хотя в 2009 году этот показатель упал до 4,6 %. Благодаря повышению экспорта и государственным инвестициям в развитие инфраструктуры в 2010 году показатель роста ВВП превысил 5 %.
Основные статьи дохода государственного бюджета Египта:
- туризм
- пошлина с судов, проходящих по Суэцкому каналу
- перечисления состоятельных египтян, проживающих за рубежом
- экспорт нефти, хлопка, овощей, фруктов

### ВВП
| Год  | ВВП (млрд долларов) | Инфляция (проценты) |
| ---- | ------------------- | ------------------- |
| 1980 | 22,371              | 20,5                |
| 1985 | 46,450              | 12,1                |
| 1990 | 91,383              | 22,2                |
| 1995 | 60,163              | 9,4                 |
| 2000 | 99,155              | 2,8                 |
| 2006 | 109,484             | 4,3                 |
| 2017 | 287,00              | 15,7                |

## Сельское хозяйство
Сельское хозяйство, со времени революции 1952 года[прояснить], перестало быть основным источником дохода страны. Почти все пригодные для земледелия земли находятся в районе дельты Нила, и крестьянские наделы невелики. В долине реки Нил выращиваются все основные сельскохозяйственные культуры Египта. Благодаря орошению (орошается 3,3 млн га земли) и применению удобрений (1,3 млн т, или около 4 ц на 1 га земли) урожайность зерновых держится на высоком уровне — свыше 70 ц/га. Доля сельскохозяйственной продукции в экспорте Египта составляет 15,4 %. Из продовольственных культур выращивается пшеница (6,2 млн т), кукуруза (6,8 млн т), рис (5,6 млн т), из технических — хлопчатник (0,8 млн т), сахарная свёкла (3,2 млн т), сахарный тростник (15,7 млн т).
Около 65 % посевов хлопка (данные на 1970-е годы) падает на Нижний Египет, 25 % — на Средний Египет и 10 % — на Верхний Египет. В Верхнем Египте высеваются сорта Дандара и Асмоуни, в Среднем — Гиза 66 и Гиза 72, в Нижнем Египте — Гиза 45, Гиза 67, Гиза 68, Гиза 69, Гиза 70 и Меноуфи. Все эти сорта выведены после Второй мировой войны за исключением Асмоуни, возделываемой свыше 110 лет и занимающей около 7 % посевной площади.
С конца 1980-х годов, прибрежное рыболовство неожиданно продемонстрировало высокий рост, и к 2009—2010 улов в три раза превысил уровень, существовавший до постройки Асуанской ГЭС. Учёные связали рост рыболовства в дельте Нила со значительным расширением применения удобрений в сельском хозяйстве Египта. При этом данный эффект с середины 2010-х годов стал заметно снижаться: так, по данным Всемирной продовольственной организации, общий объём выловленной рыбы в 2007 году составил 372 491 т, в 2010 году — 385 209 т, в 2013 году — 356 857 т, а в 2016 — всего лишь 335 613 т.
В 2005 году начал реализовываться проект «Новая Долина» переброски части вод водохранилища Насер в пустынные территории запада страны, который должен увеличить территории пригодные для сельского хозяйства.

### Угроза голода
По данным Всемирной продовольственной программы ООН, 31 % египетских детей в возрасте от шести месяцев до пяти лет недоедают, что составляет один из самых высоких показателей в мире. В 2009 году недоедание послужило причиной снижения ВВП Египта примерно на 2 %. По данным австралийского исследовательского центра Future Directions International (FDI), один из пяти египтян сталкивается с угрозой недостатка продовольствия, и «всё большее число людей не могут позволить себе приобрести достаточно питательную пищу». Бедные слои населения Египта полагаются на малопитательные высококалорийные продукты (например, печально известное богатое крахмалом блюдо кошари), вызывающее одновременно дефицит питательных веществ и ожирение. Кроме того, согласно отчётам египетского государственного органа CAPMAS, 5,2 % населения фактически голодает.
Многие факторы способствуют кризису голода в Египте. В порядке от наиболее глубоких к наиболее поверхностным к ним относятся:
- Проблемная политика правительства. Каир последовательно отдает предпочтение городским районам в ущерб сельских, что приводит к уменьшению сельскохозяйственных исследований, отсутствию финансовой поддержки, монополии частного сектора, нелепым субсидиям, контрабанде, коррупции и чёрному рынку. Фермеры страдают от нехватки семян, удобрений и пестицидов — дорогих, но низкокачественных. Наиболее пагубное влияние оказало снижение количества обрабатываемых земель из-за соучастия государства в неограниченной и незаконной жилой застройке.
- Опора на импорт продовольствия. Исторически Египет обеспечивал себя, но сейчас — согласно отчётам FDI — импортирует 60 % продовольствия. Страна остаётся в значительной степени самодостаточной в отношении фруктов и овощей, но в большой степени зависит от заграничных закупок зерна, сахара, мяса и пищевых масел. Египет импортирует 2/3 пшеницы (10 млн тонн из потребляемых 15 млн, что делает его крупнейшим в мире импортёром пшеницы), 70 % бобов и 99 % чечевицы. Благодаря щедрости дружественных экспортёров нефти, около 20 млрд долларов в 2013 году оказали решающее значение для финансирования импорта продовольствия.
- Нищета. Зависимость от нестабильного международного рынка увеличивает риск по мере того, как обнищание Египта продолжается. Рост реального ВВП, ранее достигавший в среднем 6,2 %, упал до 2,1 % в 2012—13 годах. Уровень безработицы составляет около 19 %. Урожай хлопка, когда-то являвшийся гордостью Египта, снизился более чем на 11 % лишь за 2012—13 годы. 28 % молодых людей живут в нищете, а 24 % живут лишь немного над чертой бедности.
- Нехватка воды. Нил не покрывает нужды египтян на 20 млрд м³ воды в год с учётом таких факторов, как рост населения и неэффективность орошения, снижая производство продовольствия Египта. После постройки новых дамб на Голубом Ниле в Эфиопии ещё более острый дефицит последует в течение десятилетия.
- Недавние кризисы. FDI отмечает «эпидемию птичьего гриппа в 2006 году, кризисы, связанные с продовольствием, топливом и финансами в 2007—2009 годах, скачок цен на глобальном продовольственном рынке в 2010 году и ухудшение экономической ситуации, вызванное политической нестабильностью после революции 2011 года»[7].

## Промышленность

### Добывающая промышленность
Промышленность с 60-х годов играла всё возрастающую роль в экономике и экспорте Египта.
Главный продукт экспорта Египта — нефть. Основные залежи нефти располагаются в районе Синайского п-ова и Суэцкого залива (месторождения Бадри, Белаим, Рамадан, Рас Судар и другие). Во время оккупации этого полуострова Израилем Египет испытывал сильный экономический кризис. По данным различных источников уже в начале 20 века Египет входил в десятку крупнейших производителей нефти. Так, в 1918 году Египет добывал около 68 тысяч тонн нефти, превосходя Канаду, которая добывала около 26 тысяч тонн, а также Италию, которая находилась в нижней части этого списка, всего примерно 1400 тонн.
Кроме запасов нефти страна обладает запасами природного газа в бассейне дельты Нила и экспортирует его в объёме 1,1 млрд м³ (2003) по «арабскому» газопроводу в Израиль, Иорданию и Сирию. В 2005 году Египет начал экспортировать сжиженный природный газ (СПГ), что позволило ему занять шестое место в мире по экспорту газа. В стране работают два завода СПГ, крупнейший производитель — компания British Gas.
В 2009 году началась первая в истории современного Египта разработка месторождения золота.

### Обрабатывающая промышленность
Развивается и обрабатывающая промышленность. Производятся телевизоры, холодильники, действуют предприятия по сборке автомобилей, в том числе совместное с АвтоВАЗом. Металлургия (представленная Хелуанским металлургическим комбинатом) не играет значительной роли, основная доля потребности в стали покрывается импортом.

## Энергетика
Основная часть вырабатываемой электроэнергии — на тепловых электростанциях, работающих на нефти. Важное значение имеют гидроэнергетические ресурсы. Большое значение для экономики сыграло сооружение Асуанской ГЭС при технической помощи СССР.

## Транспорт
Особое значение для экономики имеет транспортная система Суэцкого канала, включающая не только канал и инфраструктуру, но и несколько расширяющих его возможности нефтепроводов.
Автомобильные дороги: Всего 92 370 км, в том числе:
- С твёрдым покрытием — 74 820 км
- Без твёрдого покрытия — 17 550 км

В Египте берут начало два транс-африканских автодорожных маршрута:
- шоссе Каир — Дакар[англ.]
- шоссе Каир — Кейптаун

Железные дороги: Всего 5063 км
Аэропорты: Всего 88. Наиболее крупные по объёму пассажиропотока — международные аэропорты Каир, Шарм-эш-Шейх, Хургада.
- Со взлётно-посадочными полосами с твёрдым покрытием — 72.
- Со взлётно-посадочными полосами без твёрдого покрытия — 16.

## Связь

### Мобильные операторы
На территории Египта мобильная связь представлена тремя основными операторами:
1. Etisalat — etisalat.com.eg Архивная копия от 2 марта 2022 на Wayback Machine
2. Orange —orange.com Архивная копия от 22 ноября 2012 на Wayback Machine
3. Vodafone — vodafone.com.eg Архивная копия от 9 февраля 2006 на Wayback Machine

### Интернет
Глобальные интернет-провайдеры Египта:
1. Etisalat Misr — AS36992
2. Internet Egypt — AS5536
3. Link Egypt (Link.net) — AS24863
4. Noor Group (Noor.net) — AS20928
5. Telecom Egypt (TE) — AS8452
6. Raya Telecom — AS24835